# Phytomia crassa
Phytomia crassa là một loài ruồi trong họ Ruồi giả ong (Syrphidae). Loài này được Fabricius mô tả khoa học đầu tiên năm 1787. Phytomia crassa phân bố ở miền Đông phương